# Batalla del Kösedağ
La batalla del Kösedağ, de vegades Köse Dağ, fou lliurada el 26 de juny de 1243 en què els rumí foren derrotats per l'Imperi Mongol comandats pel general Baydju. Aquest havia ocupat Erzurum en ple hivern (1242) i havia obert la via cap a l'Àsia Menor a la primavera. Giyath al-Din Kaykhusraw II se'n va adonar tard del perill. Va convocar les seves forces i les dels seus vassalls i aliats (Geòrgia, Trebisonda, mercenaris llatins) que en conjunt eren superior a les del general mongol Baidju (aquestes potser uns 15.000 homes, els seljúcides no se sap però més). La impaciència d'alguns oficials va impedir que la reunió de totes les forces fos efectiva. Els mongols van recórrer a la seva tàctica habitual de fingir la fuita i després atacar, que va tornar a funcionar i va aniquilar a les forces seljúcides. Els mongols van ocupar Sivas i Kayseri. Khaykhusraw va fugir cap a Anatòlia occidental, a Antalya, disposat a fugir per mar, però el seu visir Muhadhdhab o Muhadjdjab al-Din va signar un acord amb els mongols pel que Rum esdevenia vassall i pagaria un alt tribut, i per això després de saquejar Kayseri, no van seguir endavant podent Khaykhusraw conservar el poder.